# São Raimundo do Doca Bezerra
São Raimundo do Doca Bezerra è un comune del Brasile nello Stato del Maranhão, parte della mesoregione del Centro Maranhense e della microregione del Médio Mearim.